# Desmiphoropsis
Desmiphoropsis is een kevergeslacht uit de familie van de boktorren (Cerambycidae). De wetenschappelijke naam van het geslacht werd voor het eerst geldig gepubliceerd in 1908 door Gounelle.

## Soorten
Desmiphoropsis omvat de volgende soorten:
- Desmiphoropsis mannerheimi (Thomson, 1865)
- Desmiphoropsis variegata (Audinet-Serville, 1835)